# کاروانسرای کهورستان
کاروانسرای کهورستان مربوط به دوره صفوی است و در شهرستان خمیر، مسیرجاده بندر لنگه به بندرعباس واقع شده و این اثر در تاریخ ۲ خرداد ۱۳۷۸ با شمارهٔ ثبت ۲۳۲۸ به‌عنوان یکی از آثار ملی ایران به ثبت رسیده است.